# Libušín
Libušín é uma cidade checa localizada na região da Boêmia Central, distrito de Kladno.